# Comunitat (Gal·les)
Una comunitat (en gal·lès, cymuned, plural cymunedau) és el nivell inferior del govern local de Gal·les. Es correspon amb la parròquia civil d'Anglaterra. Fins a l'any 1974, Gal·les es dividia en parròquies civils, però aquestes foren abolides per l'apartat 20.6 de la Local Government Act 1972, que les substituí en l'apartat 27 per Comunitats. Gal·les està enterament dividida en comunitats i, a diferència d'Anglaterra, cap part del país és fora d'una cymuned o altra, fins i tot en les àrees urbanes.
Els community councils (consells comunitaris) de Gal·les tenen funcions i poders idèntics als anglesos. Des del punt de vista terminològic, els governs municipals gal·lesos poden decidir si s'estimen més anomenar-se "town councils" (sense diferència en drets i deures amb els consells comunitaris), i també poden tenir estatus de ciutat reconegut per la reina (que el tinguin reconegut, només n'hi ha dos: Bangor i Tyddewi). El president d'un "town council" rep normalment el nom d'alcalde ("mayor", en anglès).
No totes les cymuned tenen un consell comunitari; en comunitats amb molt poca població, les decisions es poden prendre per assemblea.